# منديلييفسك
منديلييفسك (بالروسية: Менделеевск) هي إحدى مدن روسيا في الكيان الفدرالي الروسي تتارستان.